# Кетіль Бйорнстад
Кетіль Бйорнстад (норв. Ketil Bjørnstad; 25 квітня 1952, Осло, Норвегія) — норвезький піаніст, композитор, відомий письменник-романіст, автор понад 30 книжок. Найбільш знакові твори автора — «До музики» і «Ріка».

## Життєпис
Народився в Осло. Отримав класичну музичну освіту піаніста (в Осло, Парижі, Лондоні), навчався в Амалії Крісті та Робета Ріфлінґа. У 1966 і 1968 роках переміг у Конкурсі молодих піаністів, а через два роки з успіхом дебютував, зігравши з оркестром філармонії Осло.
Як автор дебютував 1972 року, випустивши поетичну збірку «Alone». Загалом видав понад 30 книжок, серед яких романи, поезія, біографії. 2004 року опублікував книжку «До музики», що стала першою в трилогії про молодого піаніста Акселя Віндінґа. До трилогії також входять романи «Ріка» і «Дама з Долини». Його прозу називають по-особливому музичною і поетичною .
1973 року випустив свій дебютний альбом «Åpning» (за участю барабанщика, гітариста та басиста). Серед музичних альбомів Бйорнстада  – «Water Stories» (1993) «The Sea» (1994), «The River» (1997) и « The Sea II» (1998).  Загалом його творчий доробок нараховує понад 50 композицій.
«Добре в цьому те, що література й музика дозволяють поглянути і на себе, і на те, чим займаєшся, з нового боку, повернутися до попередніх справ оновленою людиною».

## Переклади українською
До музики / Кетіль Бйорнстад ; пер. з норв. Наталі Іваничук. — Львів : Видавництво Старого Лева, 2019. — 384 с. — ISBN 978-617-679-505-6.
Ріка / Кетіль Бйорнстад ; пер. з норв. Наталі Іваничук. — Львів : Видавництво Старого Лева, 2020. — 440 с. — ISBN 978-617-679-770-8
Дама з долини / Кетіль Бйорнстад ; пер. з норв. Наталі Іваничук. — Львів : Видавництво Старого Лева, 2021. — 344 с. — ISBN 978-617-679-903-0.